# Trinchesiidae
Trinchesiidae zijn een familie van weekdieren uit de klasse van de Gastropoda (slakken).

## Geslachten
- Catriona Winckworth, 1941
- Diaphoreolis Iredale & O'Donoghue, 1923
- Phestilla Bergh, 1874
- Rubramoena Cella, Carmona, Ekimova, Chichvarkhin, Schepetov & Gosliner, 2016
- Selva Edmunds, 1964
- Tenellia A. Costa, 1866
- Trinchesia Ihering, 1879
  - = Narraeolida Burn, 1961
  - = Toorna Burn, 1964
- Zelentia Korshunova, Martynov & Picton, 2017